# Clive Barker
Clive Barker (nascut a Liverpool, Anglaterra, el 5 d'octubre del 1952) és un escriptor, director de cine i artista visual. Va estudiar anglès i filosofia a la Universitat de Liverpool.
Barker és un dels autors de terror i fantasia més aclamats. Va començar amb escrits de terror al principi de la seva carrera, recollits a la sèrie Books of Blood i a la novel·la faustiana The damnation game. Posteriorment es va passar a la fantasia moderna amb tocs de terror.
L'estil més característic de Barker és la idea que existeix un món subjacent i ocult que conviu amb el nostre (una idea que comparteix amb Neil Gaiman), el rol de la sexualitat en allò sobrenatural i la construcció de mitologies coherents, complexes i detallades.
Quan es va publicar Books of Blood als Estats Units, l'originalitat, intensitat i qualitat de les històries van fer que el popular autor Stephen King digués de Barker: "He vist el futur de l'horror i el seu nom és Clive Barker" (parafrasejant una famosa frase que es va dir a Bruce Springsteen als seus inicis.

## Barker al cinema
Barker està molt interessat en la producció cinematogràfica, tot i que les seves obres han tingut opinions molt diverses. La més reeixida va ser Hellraiser, el 1987, basada en la novel·la The Hellbound Heart (en català, El cor condemnat. Barcelona: Ed. Laertes, 2023. Traduït per Javier Calvo). Les seves primeres pel·lícules, els curts The Forbidden (1973) i Salome (1978), són pel·lícules experimentals amb elements surrealistes, que han estat publicades de nou amb una acceptació mediocre per part de la crítica. Després de la pel·lícula Nightbreed (1990, basada en el seu relat Cabal i que va ser majoritàriament considerada un fracàs, Barker va tornar a escriure i dirigir per El senyor de les il·lusions (Lord of Illusions), el 1995.
Actualment, Barker està treballant en l'adaptació dels seus llibres The Arabat Quartet, sota la tutela de Disney i en una pel·lícula basada en la seva línia de ninots Tortured Souls, de McFarlane Toys.
El seu relat curt The Forbidden i el seu llibre In the Flesh van formar la base per Candyman i les seves dues seqüeles.
També ha produït la pel·lícula Gods and monsters (1998), que va rebre l'elogi de la crítica.

## Artista visual
Barker és un prolífic i talentós artista visual, ha treballat diversos medis, tot sovint il·lustrant els seus propis llibres.
Les seves pintures es poden veure a les tapes de les seves col·leccions Incarnations (1995) i Forms of Heaven (1996, i també a l'edició original de Books of blood.
Els seus treballs artístics han estat exhibits a la Bess Cutler Gallery a Nova York i a La Luz de Jesús a Los Angeles. Molts dels seus esbossos i pintures es troben a la col·lecció Clive Barker, Illustrator, publicada el 1990 per Arcana/Eclipse Books.
També ha treballat com a creatiu de videjocs de terror, Clive Barker's Undying (desenvolupat per DreamWorks Interactive i publicat el 2001 amb un èxit moderat) i recentment Jericho, desenvolupat pels espanyols de Mercury Steam i produït per Codemasters.

## Videojocs

### Clive Barker's Undying
Clive Barker's Undying fou desenvolupat per l'empresa Electronic Arts i es va publicar el dia de Sant Valentí de l'any 2001. El joc transcorre en una antiga mansió en la qual s'hi succeeixen fenòmens paranormals.

### Clive Barker's Jericho
Clive Barker's Jericho fou publicat el 23 d'octubre de l'any 2007 com el videojoc més terrorífic de la història, seguint la línia de l'escriptor, qui va dissenyar de cap a peus els personatges i els escenaris, dotant al joc d'una de les ambientacions més sublims.

## Vida privada
Clive Barker ha reconegut públicament la seva homosexualitat des de principis dels 90, mencionant la seva vida privada a les pàgines de la publicació nord-americana Advocate.
Actualment viu amb la seva parella, el fotògraf David Armstrong, i la seva filla Nicole a Los Angeles, Califòrnia, junt amb moltes mascotes.